# Ganglion supérieur du nerf vague
Le ganglion supérieur du nerf vague (ou ganglion jugulaire ou ganglion supérieur du nerf pneumogastrique) est un ganglion sensitif du système nerveux périphérique.

## Description
Il est situé dans le foramen jugulaire au niveau de la sortie crânienne du nerf vague. Il est plus petit que le ganglion inférieur du nerf vague,.

## Structure
Les neurones du ganglion supérieur du nerf vague sont pseudo-unipolaires et assurent l'innervation sensorielle via les rameaux auriculaire et méningé du nerf vague. Les axones de ces neurones forment une synapse dans le noyau spinal du trijumeau du tronc cérébral.

## Zone d'innervation

### Rameau auriculaire du nerf vague
Via le rameau auriculaire,, le ganglion supérieur innerve le pavillon de l'oreille, la face postéro-inférieure du conduit auditif externe et la face postéro-inférieure de la membrane tympanique.

### Rameau méningé du nerf vague
Via le rameau méningé,, le ganglion supérieur innerve une partie de la dure-mère de la fosse crânienne postérieure.

## Embryologie
Les neurones du ganglion supérieur du nerf vague dérivent de la crête neurale.

## Aspect clinique

### Névralgie vagale
Une douleur au niveau du conduit auditif externe ( otalgie ) peut dans de rares cas être due à une névralgie vagale causée par une compression vasculaire du nerf vague (souvent par l'artère cérébelleuse inféro-postérieure). Les neurones affectés sont ceux du ganglion supérieur rattachés à la branche auriculaire du nerf vague. Un traitement possible est une décompression microvasculaire du nerf vague à la sortie du tronc cérébral.